# FIBA European Champions Cup 1974-1975
La Coppa dei Campioni 1974-1975 di pallacanestro maschile venne vinta dalla Pallacanestro Varese sponsorizzata Ignis.
Hanno preso parte alla competizione 24 squadre. Dopo due turni iniziali ad eliminazione diretta con gare di andate e ritorno (e somma dei punti), è stata organizzata una fase a gruppi valevole per la qualificazioni alle semifinali; queste ultime sono state giocate con gare di andata e ritorno. La finale è stata organizzata ad Anversa.

## Risultati

### Primo turno
Le gare di primo turno sono state giocate il 7 ed il 10 novembre 1974.
| Team #1          | Agg.      | Team #2             | Andata | Ritorno |
| ---------------- | --------- | ------------------- | ------ | ------- |
| Alvik Stoccolma  | 184 - 172 | Csepel              | 91-70  | 93-102  |
| Honka            | 150 - 152 | SSV Hagen           | 84-79  | 66-73   |
| Fribourg Olympic | 154 - 188 | Panathinaikos Atene | 76-89  | 78-99   |
| Sparta Bertrange | 159 - 193 | Partizani Tirana    | 89-103 | 70-90   |
| Rotterdam-Zuid   | 194 - 120 | Crystal Palace      | 107-55 | 87-65   |

### Ottavi di finale
Le gare di ottavi di finale sono state giocate il 28 novembre e il 5 dicembre 1974. È automaticamente qualificata ai quarti di finale il Real Madrid, campione in carica; così come accedono al turno successivo l'Ignis Varese, l'AS Berck, il Zadar e il CSKA Mosca.
| Team #1             | Agg.      | Team #2          | Andata | Ritorno |
| ------------------- | --------- | ---------------- | ------ | ------- |
| Wisła Cracovia      | 172 - 180 | Alvik Stoccolma  | 94-87  | 79-93   |
| SSV Hagen           | 168 - 184 | Racing Mechelen  | 85-81  | 83-103  |
| Panathinaikos Atene | 156 - 203 | Maccabi Tel-Aviv | 76-90  | 80-113  |
| Partizani Tirana    | 0 - 4     | Balkan           | 0-2    | 0-2     |
| Rotterdam-Zuid      | 185 - 141 | Muhafızgücü      | 96-65  | 89-76   |
| Union Vienna        | 254 - 112 | KR Reykjavík     | 132-34 | 122-78  |
| TJ Slavia VŠ Praga  | 200 - 156 | Zamalek          | 110-65 | 90-91   |

### Quarti di finale

#### Gruppo A
|    | Squadra            | G | V | P | PF  | PS  | Dif  | P.ti |
| -- | ------------------ | - | - | - | --- | --- | ---- | ---- |
| 1. | Ignis Varese       | 5 | 5 | 0 | 990 | 789 | +201 | 10   |
| 2. | Zadar              | 5 | 4 | 1 | 909 | 819 | +90  | 9    |
| 3. | Racing Mechelen    | 5 | 3 | 2 | 895 | 879 | +16  | 8    |
| 4. | Union Vienna       | 5 | 2 | 3 | 803 | 863 | -60  | 7    |
| 5. | Balkan             | 5 | 1 | 4 | 746 | 889 | -143 | 6    |
| 6. | TJ Slavia VŠ Praga | 5 | 0 | 5 | 771 | 875 | -104 | 5    |

#### Gruppo B
|    | Squadra          | G | V | P | PF  | PS  | Dif  | P.ti |
| -- | ---------------- | - | - | - | --- | --- | ---- | ---- |
| 1. | Real Madrid      | 4 | 4 | 0 | 833 | 649 | +184 | 8    |
| 2. | AS Berck         | 4 | 2 | 2 | 708 | 723 | -15  | 6    |
| 3. | Maccabi Tel-Aviv | 4 | 2 | 2 | 748 | 734 | +14  | 6    |
| 4. | Rotterdam-Zuid   | 4 | 2 | 2 | 697 | 706 | -9   | 6    |
| 5. | Alvik Stoccolma  | 4 | 0 | 4 | 609 | 783 | -174 | 4    |
| 6. | CSKA Mosca       |   |   |   |     |     |      |      |

|  | Qualificate alle semifinali |
|  | Eliminata                   |

### Semifinali
Le semifinali sono state giocate il 20 marzo 1975 (gare di andata) e il 27 marzo 1975 (gare di ritorno).
| Team #1     | Agg.      | Team #2      | Andata | Ritorno |
| ----------- | --------- | ------------ | ------ | ------- |
| Real Madrid | 239 - 199 | Zadar        | 109-82 | 130-117 |
| AS Berck    | 164 - 184 | Ignis Varese | 85-86  | 79-98   |

### Finale
| Team #1      | Agg.    | Team #2     |
| ------------ | ------- | ----------- |
| Ignis Varese | 79 - 66 | Real Madrid |

| Coppa dei Campioni 1974-1975   |
| ------------------------------ |
| Pallacanestro Varese 4º titolo |

## Formazione vincitrice

La formazione della Pallacanestro Varese 1974-75

| N° | Naz.                   | Ruolo | Sportivo          |  | Alt. |  |
| -- | ---------------------- | ----- | ----------------- |  | ---- |  |
| 4  | Italia (bandiera)      | P     | Edoardo Rusconi   |  |      |  |
| 5  | Italia (bandiera)      | C     | Sergio Rizzi      |  |      |  |
| 6  | Italia (bandiera)      | A     | Maurizio Gualco   |  |      |  |
| 7  | Italia (bandiera)      | P     | Mauro Salvaneschi |  |      |  |
| 8  | Italia (bandiera)      | GA    | Marino Zanatta    |  |      |  |
| 9  | Stati Uniti (bandiera) | A     | Bob Morse         |  |      |  |
| 10 | Italia (bandiera)      | P     | Aldo Ossola       |  |      |  |
| 11 | Italia (bandiera)      | C     | Dino Meneghin     |  |      |  |
| 12 | Italia (bandiera)      |       | Bessi             |  |      |  |
| 13 | Italia (bandiera)      | C     | Enzo Carraria     |  |      |  |
| 14 | Italia (bandiera)      | AG    | Ivan Bisson       |  |      |  |
| 15 | Stati Uniti (bandiera) | P     | Charlie Yelverton |  |      |  |
|    | Italia (bandiera)      | C     | Massimo Lucarelli |  |      |  |
|    | Italia (bandiera)      |       | Lepori            |  |      |  |
|    | Italia (bandiera)      | All.  | Sandro Gamba      |  |      |  |